# Конрад Геснер
Конрад Геснер (на немски: Conrad Gesner; на латински: Conradus Gesnerus, * 16 юли или 26 март 1516 в Цюрих, † 13 декември 1565 в Цюрих) е швейцарски учен, лекар и класически филолог.

## Биография
Геснер следва медицина и става учител. От 1537 г. е професор по гръцки език в Лозана и от 1541 г. професор по физика. Той е един от основателите на модерната зоология. В Цюрих основава първата ботаническа градина.
Автор е на Historia animalium (1551 – 1558), De Omni Rervm Fossilivm Genere (1565), Bibliotheca universalis (1545 – 1548). Конрад Геснер умира от чума през 1565 г.

## Издания
- Heinrich Zoller, Martin Steinmann (Hrsg.): Conrad Gesner: Conradi Gesneri Historia plantarum. Gesamtausgabe. Urs-Graf-Verlag, Dietikon-Zürich 1987/1991
- Konrad Geßner: Gesnerus De Serpentibus Oder Schlangen-Buch ... durch ... Jacobum Carronum vermehrt und in diese Ordnung gebracht: anitzo aber mit sonderem Fleiß verteutschet, Frankfurt am Main (bei Wilhelm Serlin) 1662 bzw. 1671, Neudruck Hannover 1994
- Reinhard Oberschelp: Alte Vogelbilder: Aus dem Altbestand der Gottfried Wilhelm Leibniz Bibliothek. ISBN 3-8271-8834-2. Farbige Abb., Name latinisiert zu „Conradus Gesnerus“: S. 16 Waldrapp (Erstveröff. 1551 – 1558); S. 17